# Quarterly Journal of Economics
The Quarterly Journal of Economics (QJE, Ежеквартальный журнал по экономике) — специализированный экономический научный журнал. Издаётся под редакцией экономического факультета Гарвардского университета издательством MIT Press. Периодичность выхода: 4 номера в год.
Это старейший англоязычный специализированный экономический журнал, выходит с 1886 года. Основателем и первым редактором был Чарльз Данбар. Журнал быстро стал достаточно авторитетным и значимым. На опубликованные в QJE материалы ссылались при написании экономических статей для Энциклопедического словаря Брокгауза и Ефрона (1890—1907). И сегодня это один из самых престижных экономических журналов. Тематика охватывает все аспекты — от журнальных микротеорий до эмпирической и теоретической макроэкономики.